# Marvão
Marvão (portugisiskt uttal: [mɐɾˈvɐ̃w] ( lyssna)) är en småstad (vila) och en kommun i distriktet Portalegre i södra Portugal.
Staden ligger på en 800–860 meter hög bergsplatå. Därifrån är utsikten över omgivningarna vidsträckt. Genom stadens strategiska läge i gränsområdet mot Spanien har den haft en mycket skiftande historia. I samband med ständiga hot och erövringar genom århundradena har ortens omfattande befästningsanläggningar byggts upp.

## Kultur
Sedan 2013 anordnas den internationella filmfestivalen Festival Internacional de Cinema de Marvão i Marvão och omgivande byar.
Sedan 2014 anordnas i Marvão Marvão International Music Festival från slutet av juli till början av augusti. Festivalen initierades av den tyske dirigenten Christoph Poppen.

### Befolkningsutveckling
| Invånare i Marvão (1801–2011) | Invånare i Marvão (1801–2011) | Invånare i Marvão (1801–2011) | Invånare i Marvão (1801–2011) | Invånare i Marvão (1801–2011) | Invånare i Marvão (1801–2011) | Invånare i Marvão (1801–2011) | Invånare i Marvão (1801–2011) | Invånare i Marvão (1801–2011) | Invånare i Marvão (1801–2011) |
| ----------------------------- | ----------------------------- | ----------------------------- | ----------------------------- | ----------------------------- | ----------------------------- | ----------------------------- | ----------------------------- | ----------------------------- | ----------------------------- |
| 1801                          | 1849                          | 1900                          | 1930                          | 1960                          | 1981                          | 1991                          | 2001                          | 2004                          | 2011                          |
| 4 048                         | 3 780                         | 5 994                         | 7 116                         | 7 478                         | 5 418                         | 4 419                         | 4 029                         | 3 739                         | 3 512                         |

### Kommunal helgdag
- 8 september

### Vänorter
- Brasilien: Castelo do Piauí, förbundsstaten Piauí[5]

## Webbsidor
- Wikimedia Commons har media som rör Marvão.
- Officiell Webbsida